# Lew Sapieha

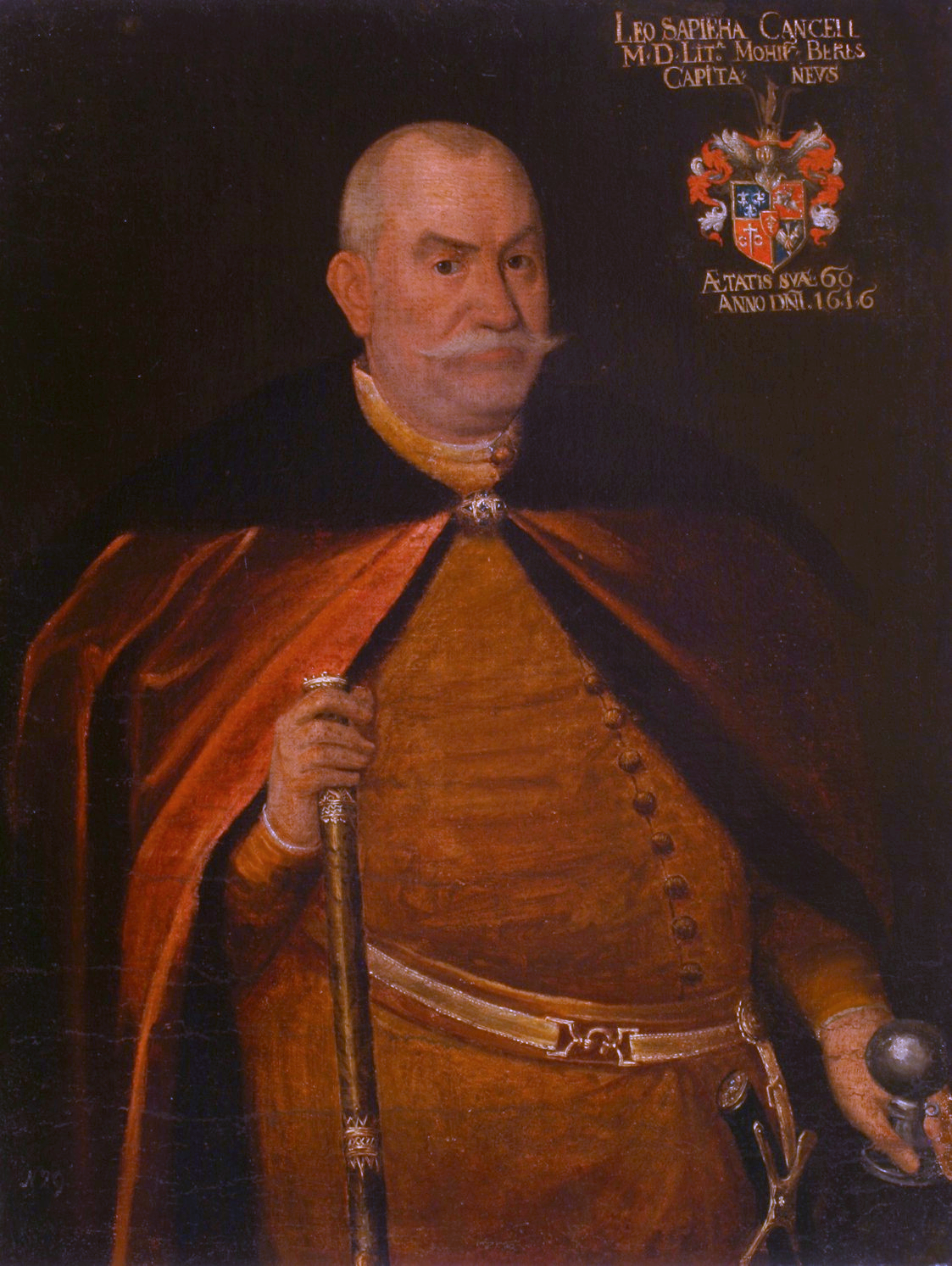
Lew Sapieha (1557–1633)

Lew Sapieha (* 4. April 1557 in Ostrowno (Rajon Beschankowitschy) in der heutigen Wizebskaja Woblasz von Belarus; † 7. Juli 1633 in Vilnius, Litauen) war ein Staatsmann im Polen-Litauen zum Ende des 16. und zu Beginn des 17. Jahrhunderts.

## Leben
Sapieha entstammt dem Adelsgeschlecht Sapieha, einer Magnatenfamilie aus dem litauischen Teil des polnisch-litauischen Gesamtstaates zur Zeit der größten kulturellen und wirtschaftlichen Blüte des Landes. Er studierte in Leipzig in den Jahren 1570 bis 1573. Nach seiner Rückkehr trat er in den Dienst von Stefan Batory, König von Polen und Großfürst von Litauen, und arbeitete unter Jan Zamoyski. Sapieha wandte sich vom orthodoxen Glauben seiner Jugend ab und wurde Calvinist. 1580 wurde er Großsekretär für das Großherzogtum Litauen und avancierte 1581 zum Großschreiber für Litauen. 1582 fungierte er als Sejmmarschall (Parlamentspräsident) der ordentlichen Jahressitzung des Sejm in Warschau im Oktober und November.
Nach dem Tod Iwans des Schrecklichen 1584 unterstützte er die Idee einer Union mit dem Großfürstentum Moskau. Er wurde im Folgejahr Großkanzler des Großherzogtums Litauen und hatte diese Funktion bis 1623. 1585 bis 1586 wurde er für ein Jahr der Verwalter der Finanzen (Schatzkanzler) Litauens. In den Jahren von 1621 bis 1625 war er der Wojwode von Vilnius und wurde dann, bis zu seinem Lebensende, der Großhetman von Litauen und Starost der Kreise Slonim, Brest und Mogilew.
Sapieha legte den Grundstock für die über dreihundert Jahre andauernde Macht und den Reichtum der Familie Sapieha. Aus seinen zwei Ehen hatte Sapieha acht überlebende Kinder. Sein jüngster Sohn Kazimierz Lew wurde ebenfalls Politiker in Polen-Litauen. Er organisierte den Widerstand gegen die Schweden nach dem Ende des Dreißigjährigen Kriegs.

## Außenpolitik und Kriege Polen-Litauens
Sapieha war Leiter der diplomatischen Delegation nach Moskau im Jahre 1600, die dem russischen Zaren Boris Godunow eine politische Union vorschlug (siehe unten). Diese wurde jedoch von Godunow abgelehnt. Im Polnisch-Russischen Krieg der Jahre 1609 bis 1618 unterstützte er die Politik des polnischen Königs und litauischen Großfürsten Sigismund III. Wasa, der die im 16. Jahrhundert verlorenen Gebiete Litauens zurückerobern wollte. Er initiierte den Kriegszug des Jahres 1618 des Sohns König Sigismunds Władysław nach Moskau, an dem er auch selbst teilnahm.
Im sich von 1600 bis 1629 hinziehenden Polnisch-Schwedischen Krieg nahm Sapieha 1626 an der verlorenen Schlacht von Valle im heutigen Lettland gegen den schwedischen König Gustav Adolf teil.

## Projekt der Union Polen-Litauens mit Moskau
Die zwei größten Projekte einer Union mit Moskau standen in Zusammenhang mit zwei Gesandtschaften der Jahre 1590 und 1600. Die zweite von ihnen war die größte ihrer Art, die jemals aus Polen nach Moskau entsandt wurde. An der Spitze des 1 500 Mann zählenden Gefolges stand Lew Sapieha. Seiner Idee zufolge sollten beide Staaten (Polen und Moskau) über ein gemeinsames Verteidigungssystem im Süden sowie einen gemeinsamen Staatsschatz in Kiew verfügen, mit dem die gemeinsame Verteidigung finanziert werden sollte. Ferner wurde, nachdem der polnische König Sigismund III. Wasa in Stockholm entmachtet wurde, auch die Idee einer russischen Unterstützung gegen die Schweden geäußert. Sapiehas Projekt beinhaltete darüber hinaus auch noch weitere Vorschläge, u. a. eine einheitliche Währungsunion, das Recht auf die Gründung von Handelsunternehmen in beiden Staaten, also der freie Handel auf dem ganzen Gebiet der Rzeczpospolita und Moskaus, sowie das Recht auf Bildung an einem beliebigen Ort in den jeweiligen Ländern, was vor allem Moskau Vorteile gebracht hätte, da es damals im Zarenreich keine Mittelschulen (auch keine orthodoxen Bildungseinrichtungen) oder Hochschulen gab. Die dortigen Eliten reisten nach Griechenland oder in die Rzeczpospolita, um in den Genuss höherer Bildung zu kommen.
Sapieha hat sich die Union mit Moskau auf Basis des kulturellen Austausches, durch Handel und Bildung vorgestellt. In solch einem durch Institutionen verbundenen Staat hätte die Parallelherrschaft von zwei Monarchen nur eine temporäre Lösung sein sollen. Die Könige hätten in dieser Vision zwei identische, neu gegossene Kronen getragen und nach ihrem Tod hätte die volle Union auf Grundlage der Gleichberechtigung und ohne Grenzverschiebungen schließlich zur Realität werden sollen. Der litauische Teil der Rzeczpospolita hätte in diesem Fall auf Smolensk und die im 16. Jahrhundert verlorenen Gebiete verzichtet.
Dieses Projekt war vielschichtig, weitsichtig und kompromissbereit, ein Zeugnis des reifen politischen und zivilisatorischen Denkens der Eliten des polnisch-litauischen Staates. Allerdings stand diese Idee den Hoffnungen und politischen Ambitionen von Boris Godunow im Weg, der sich nach dem Tod von Fiodor, dem letzten der Rurikiden auf dem Thron, zum Zaren krönen ließ und hoffte, damit eine eigene Dynastie beginnen zu können.

## Förderer von Wissenschaft und Kirche
Sapieha ist der Hauptautor und Herausgeber der letzten Fassung der Litauischen Statute des Jahres 1588, die als die älteste Verfassung Europas angesehen wird. Er legte den Grundstein für die Einrichtung einer Juristischen Fakultät an der Universität Vilnius, welche nach seinem Tod im Jahre 1641 erfolgte.
Als Calvinist förderte Sapieha die Errichtung verschiedener calvinistischer Kirchen auf seinen Ländereien. Von den internen Streitigkeiten der protestantischen Richtungen abgestoßen, wandte er sich später dem Unitarismus zu. 1586 wurden er und seine erste Ehefrau Dorota Zbaraska aus dem Hause Firlej katholisch. Viele katholische Kirchen um Großfürstentum Litauen wurden von ihm bedacht. Er finanzierte in Vilnius die Kirche St. Michael der Erzengel in dessen Krypta sich heute noch (2012) seine Grablege und ein großes, prachtvolles Epitaph befinden.
Nach der Union von Brest des  Jahres 1596 setzte Sapieha die Union der orthodoxen Kirche mit der von Rom im östlichen Teil Polen-Litauens mit der ihm zur Verfügung stehenden Macht durch.